# Sauteru
Der Sauteru, teilweise auch Sauteruz geschrieben, ist ein rund 13 km langer linker Nebenfluss der Mentue im Kanton Waadt der Schweiz. Er entwässert einen Abschnitt des Waadtländer Mittellandes und gehört zum Einzugsgebiet des Rheins.

## Name
Der Flussname setzt sich vermutlich aus den altfranzösischen Wörtern sault (Wald) und ru (Bach) zusammen.

## Geographie

### Verlauf
Das Quellgebiet des Sauteru befindet sich auf rund 670 m ü. M. auf den Hochflächen des Gros de Vaud östlich von Echallens. Als kleines Rinnsal wendet sich der Sauteru zunächst nach Westen und fliesst in die nördlich an Echallens anschliessende Ebene. Hier zeichnet er einen scharfen Knick, um nun in nordnordöstliche Richtung weiterzufliessen. Das Tal des Sauteru tieft sich allmählich in die Molasseschichten des nördlichen Gros de Vaud ein und wird im Osten von der Hochfläche von Bercher, im Westen vom Höhenrücken des Grand Bois d'Essertines flankiert. Das Tal ist fast auf der gesamten Strecke bewaldet und unbesiedelt. Unterhalb der Ortschaft Bioley-Magnoux mündet der Sauteru auf 496 m ü. M. in die Mentue.

### Einzugsgebiet
Das Einzugsgebiet der Sauteru ist 29,15 km² gross und besteht zu 20,3 % aus bestockter Fläche, zu 73,7 % aus Landwirtschaftsfläche und zu 5,9 % aus Siedlungsfläche.
Die Flächenverteilung
Die Mittlere Höhe des Einzugsgebietes beträgt 631 m ü. M., die Minimale Höhe liegt bei  493 m ü. M. und die Maximale Höhe bei 705 m ü. M.

### Zuflüsse
Zu den nennenswerten Zuflüssen des Sauteru gehören die Foirause (von rechts) und die Greyle (von links).
- Le Ruisseau des Prilles (rechts)
- Le Ruisseau de Plan Bois (rechts)
- La Reda (links)
- Le Ruisseau de Nilliet (rechts)
- Le Ruisseau du Château (links)
- Le Ruisseau de la Tioleire (links)
- Le Ruisseau des Combettes  (links)
- Le Ruisseau du Châtelard (links)
- Le Ruisseau de Sofoux (links)
- La Foirause (rechts)
- La Greyle (links)
- Le Ruisseau de Jaudray (links)

## Hydrologie
An der Mündung des Sauteru in die Mentue beträgt ihre modellierte mittlere Abflussmenge (MQ) 0,39 m³/s und ihr Abflussregimetyp ist pluvial jurassien.
Die Abflussmenge des Sauteru schwankt im Laufe des Jahres relativ stark. Die höchsten Wasserstände wurden für die Monaten Dezember bis März ermittelt. Ihren Höchststand erreicht die Abflussmenge mit 0,64 m³/s im Februar. Danach geht die Schüttung Monat für Monat zurück und erreicht ihren niedrigsten Stand im August mit 0,13 m³/s, um dann ab September wieder Monat für Monat stetig anzusteigen.
Der  modellierte monatliche mittlere Abfluss (MQ) des Sauteru in m³/s

## Charakter
Fast der gesamte Bachlauf befindet sich in natürlichem beziehungsweise naturnahem Zustand. Die Wasserkraft des Sauteru wurde früher für den Betrieb der Moulin Pacot (unterhalb von Rueyres) und einer weiteren Mühle bei Oppens genutzt.